# Bal maskowy

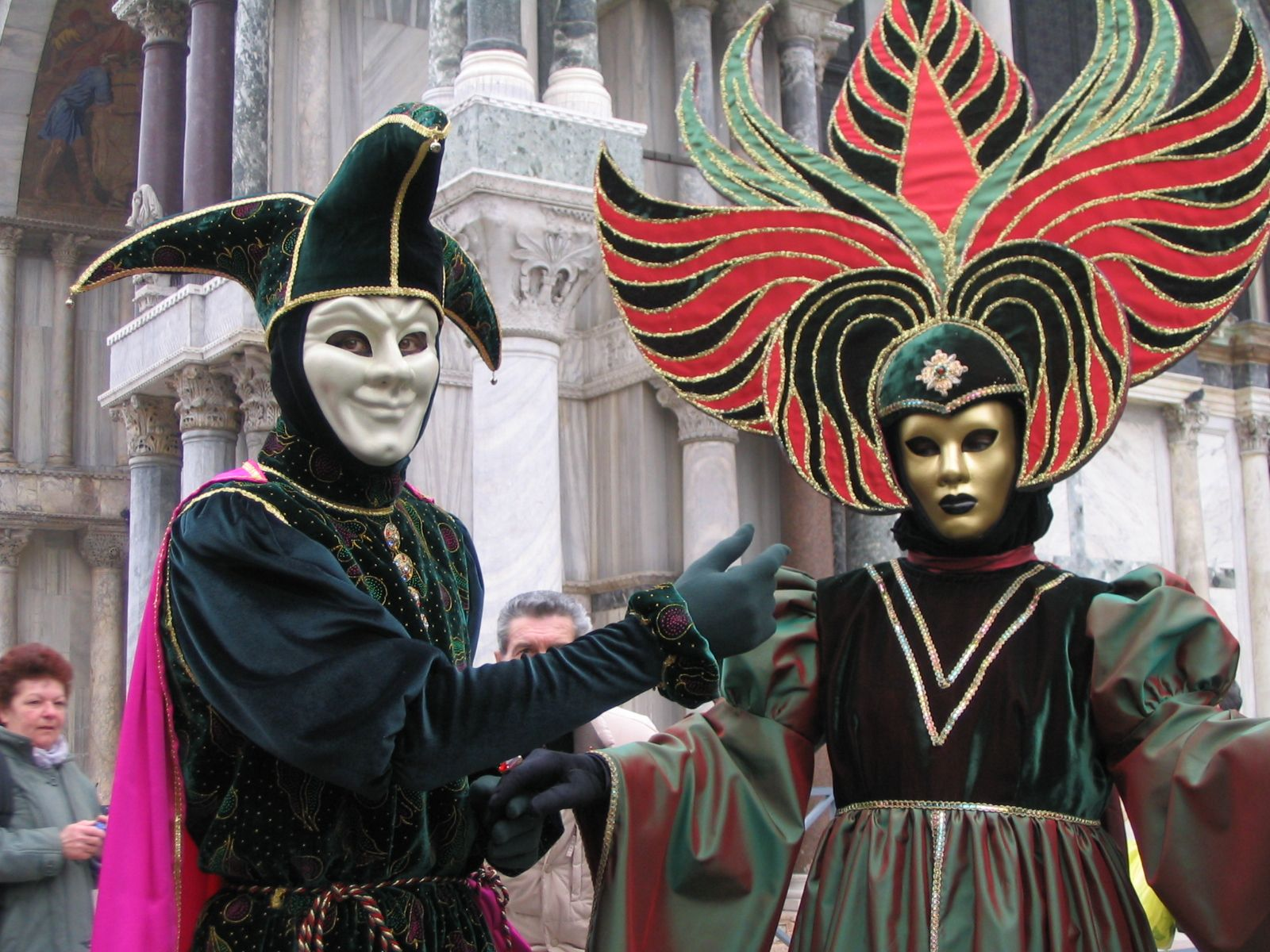
Bal maskowy podczas karnawału weneckiego

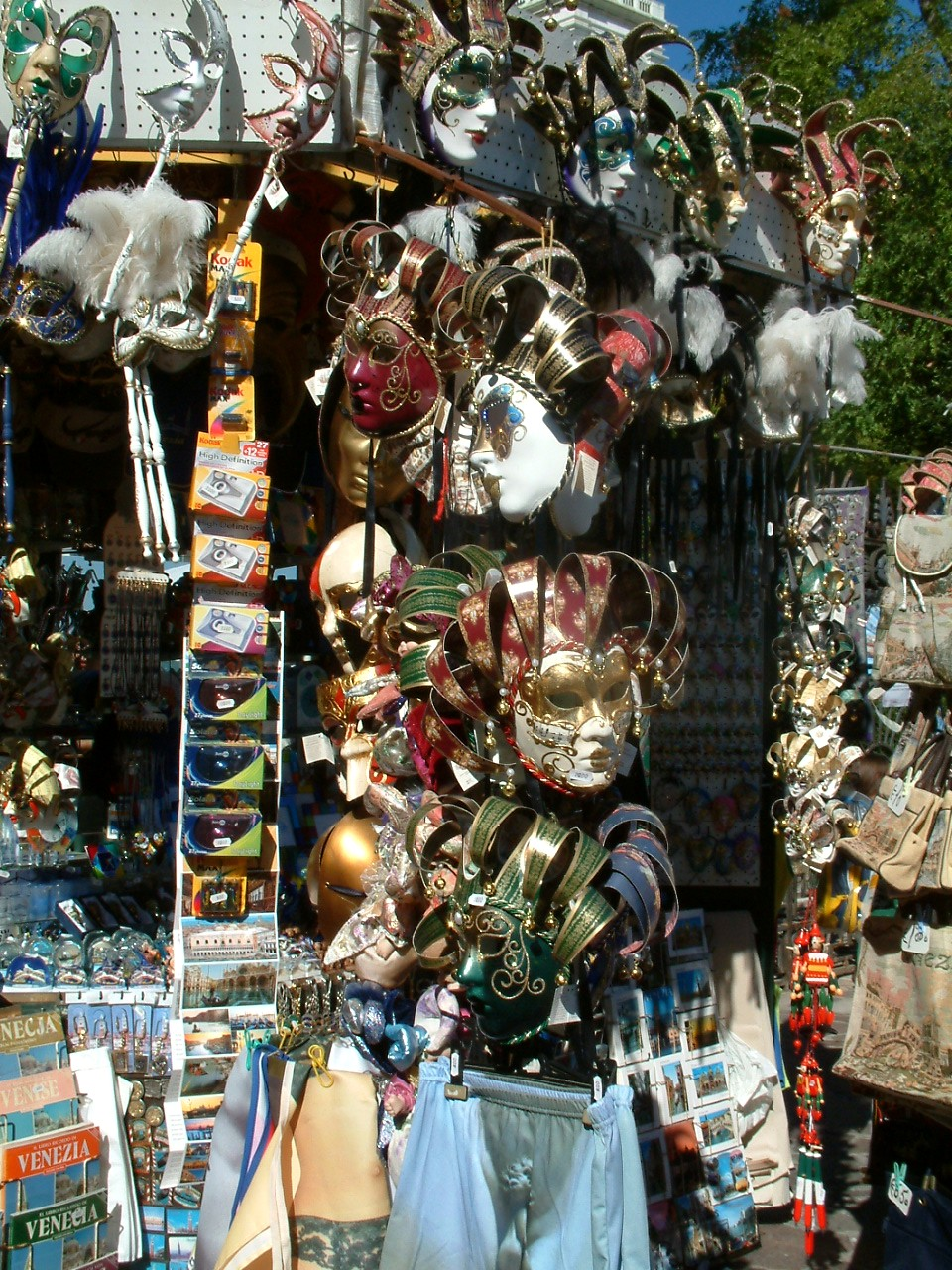
Karnawałowe maski weneckie

Maskarada (bal maskowy) – bal, na którym jego uczestnicy występują w maskach i przebierają się w kostiumy. 
Tradycja maskarad wywodzi się z włoskich zabaw karnawałowych, popularnych pod koniec średniowiecza i w renesansie. Ma związek z odbywającymi się w tym okresie procesjami, a więc ma podłoże magiczno-rytualne i nawiązuje do form ludowej pobożności. Stąd wywodzi swój rodowód europejski teatr nowożytny, balet i opera. Jedną z form takich maskarad były popularne we Florencji triumfy.